# Ursus 1234
Ursus 1234 – ciężki ciągnik rolniczy produkowany w latach 1990–2009 przez Zakłady Mechaniczne "Ursus". W roku 1996 została zaprezentowany na targach Polagra '96 prototypowa wersja wyposażona w 6-cylindrowy silnik Perkins serii 1000 o mocy 116 km.

## Dane techniczne
Silnik:
- Typ: Z 8701.12
- Rodzaj: wysokoprężny, wolnossący
- Moc według DIN 70020 - 86 kW (119 KM) przy 2200 obr./min
- Maksymalny moment obrotowy: 412,5 Nm przy 1600 obr./min
- Liczba cylindrów: 6
- Rodzaj wtrysku - bezpośredni
- Średnica cyl./skok tłoka: 110/120 mm
- Pojemność skokowa: 6842 cm³
- Stopień sprężania 16
- Jednostkowe zużycie paliwa - 240 g/kWh
- Filtr powietrza - suchy Europiclon z przedfiltrem

Układ napędowy:
- Sprzęgło główne - cierne jednostopniowe z samoczynną regulacja luzu, sterowane hydrauliczne
- Skrzynia przekładniowa - mechaniczna
- Wzmacniacz momentu - włączany hydraulicznie, o przełożeniu 1,34
- Liczba biegów przód/tył: 16/8

Układy jezdne:
- Tylny most z przekładnią główną stożkową i ze zwolnicami planetarnymi
- Blokada mech. różnicowego tylnego mostu - mechaniczna
- Przedni most napędowy - przekładnia główna stożkowa i zwolnice planetarne
- Blokada mech. różnicowego przedniego mostu - hydrauliczna
- Hamulec roboczy hydrauliczny, tarczowy, suchy
- Koła przednie: 14,9 R24
- Koła tylne: 18,4 R38
- Układ kierowniczy - hydrostatyczny

Układy agregowania:
- Funkcja podnośnika: regulacja siłowa, pozycyjna, mieszana, ciśnieniowa
- Udźwig TUZ: 5500 kg
- TUZ 3 (2) kategoria według ISO
- Wydatek hydrauliki zewnętrznej: 55 l/min
- Liczba wyjść hydrauliki zewnętrznej: 5 szybkozłączy
- Ciśnienie nominalne na szybkozłączu: 16 MPa
- WOM: 540 lub 1000 obroty/min
- Min. moc z WOM przy obrotach znamionowych: 76,7 kW (104 KM)
- Przedni TUZ o udźwigu 2000 kg i WOM 1000 obr./min (opcja)

Masy - wymiary - pojemności:
- Długość bez / z obciążnikami przednimi: 4496 / 4673 mm
- Wysokość dachu kabiny / tłumika: 2932 / 2980 mm
- Rozstaw osi: 2706 mm
- Prześwit 432 mm
- Masa bez obciążników: 5100 kg
- Masa z obciążnikami: 5760 kg
- Zbiornik paliwa 130 dm³